# اسپنسر دی گری
اسپنسر دی گری (انگلیسی: Spencer de Grey؛ زادهٔ ۱۹۴۴) معمار اهل بریتانیا است.